# Línea N501 (Interurbanos Madrid)
La línea N501 de la red de autobuses interurbanos de Madrid une el intercambiador de Príncipe Pío (Madrid) con Alcorcón y Móstoles.

## Características
Esta línea nocturna une en media hora la capital con Alcorcón y Móstoles.
Siguiendo la numeración de líneas del CRTM, las líneas que circulan por el corredor 5 son aquellas que dan servicio a los municipios situados en torno a la A-5 y comienzan con un 5.
La línea mantiene los mismos horarios todo el año (exceptuando las vísperas de festivo y festivos de Navidad).
Es gestionada por el Consorcio Regional de Transportes de Madrid y comisionada por la empresa Arriva Madrid.

## Horarios
| Noches de domingo a jueves y festivos | Noches de domingo a jueves y festivos | Noches de viernes, sábados y vísperas de festivo | Noches de viernes, sábados y vísperas de festivo |
| Madrid > Móstoles                     | Móstoles > Madrid                     | Madrid > Móstoles                                | Móstoles > Madrid                                |
| 01:15                                 | 00:45                                 | 01:15                                            | 00:45                                            |
| 02:30                                 | 01:50                                 | 01:35                                            | 01:50                                            |
| 03:40                                 | 03:05                                 | 01:55                                            | 02:55                                            |
| 05:00                                 | 04:15                                 | 02:15                                            | 04:30                                            |
|                                       |                                       | 02:35                                            |                                                  |
| 02:55                                 |                                       |                                                  |                                                  |
| 03:15                                 |                                       |                                                  |                                                  |
| 03:35                                 |                                       |                                                  |                                                  |
| 03:55                                 |                                       |                                                  |                                                  |
| 04:20                                 |                                       |                                                  |                                                  |
| 04:50                                 |                                       |                                                  |                                                  |
| 05:20                                 |                                       |                                                  |                                                  |
| 05:50                                 |                                       |                                                  |                                                  |

## Recorrido y paradas
NOTA: Debido a las obras de soterramiento de la autovía A-5, las paradas sombreadas en rojo quedan fuera de servicio, desde el 15 de enero de 2025 hasta fin de obras.

### Sentido Móstoles
| Código | Parada                                      | Común con                         | Conexiones con Metro y Cercanías | Municipio | Zona |
| ------ | ------------------------------------------- | --------------------------------- | -------------------------------- | --------- | ---- |
| 8372   | Glorieta San Vicente                        | N502 N503                         | Príncipe Pío                     | Madrid    |      |
| 881    | Paseo de Extremadura-El Greco               | N19 N502 N503 N504 N505           |                                  | Madrid    |      |
| 892    | Campamento                                  | N19 N502 N503 N504 N505 N808 N905 | Campamento                       | Madrid    |      |
| 08461  | P.º Extremadura - Cuatro Vientos            | N502 N503 N504 N505 N808          | Cuatro Vientos                   | Madrid    |      |
| 08376  | Ctra. A-5 - Museo del Aire y del Espacio    | N502 N503 N504 N505               |                                  | Madrid    |      |
| 08466  | Ctra. A-5 - Pol. Ind. Industrias Especiales |                                   |                                  | Alcorcón  |      |
| 15939  | Av. Móstoles - Est. Alcorcón Central        |                                   | Alcorcón Central                 | Alcorcón  |      |
| 08978  | Av. Móstoles - Las Retamas                  |                                   | Las Retamas                      | Alcorcón  |      |
| 08434  | Av. Móstoles - Vivero                       |                                   |                                  | Alcorcón  |      |
| 08546  | Av. Portugal - Av. Alcalde de Móstoles      |                                   |                                  | Móstoles  |      |
| 08987  | Av. Portugal - Severo Ochoa                 | N505                              |                                  | Móstoles  |      |
| 17099  | Av. Portugal - Est. Móstoles Central        | N505                              | Móstoles Central                 | Móstoles  |      |
| 08902  | Av. Portugal - Granada                      |                                   |                                  | Móstoles  |      |
| 12955  | Granada - Jaén                              |                                   |                                  | Móstoles  |      |
| 18541  | Granada - Maestros                          |                                   |                                  | Móstoles  |      |
| 12452  | Pintor Velázquez - Av. Olímpica             |                                   |                                  | Móstoles  |      |
| 08619  | Pintor Velázquez - Av. Iker Casillas        |                                   |                                  | Móstoles  |      |
| 08617  | Pintor Velázquez - Larra                    |                                   |                                  | Móstoles  |      |
| 09703  | Pintor Velázquez - Colegio                  |                                   |                                  | Móstoles  |      |
| 18532  | Av. Portugal - Río Duero                    | N505                              |                                  | Móstoles  |      |

### Sentido Madrid
| Código | Parada                                   | Común con                    | Conexiones con Metro y Cercanías | Municipio | Zona |
| ------ | ---------------------------------------- | ---------------------------- | -------------------------------- | --------- | ---- |
| 18532  | Av. Portugal - Río Duero                 | N505                         |                                  | Móstoles  |      |
| 08630  | Pintor Velázquez - Colegio               |                              |                                  | Móstoles  |      |
| 08618  | Pintor Velázquez - Larra                 |                              |                                  | Móstoles  |      |
| 08625  | Pintor Velázquez - Av. Iker Casillas     |                              |                                  | Móstoles  |      |
| 11362  | Pintor Velázquez - Parque de El Soto     |                              |                                  | Móstoles  |      |
| 12451  | Pintor Velázquez - Granada               |                              |                                  | Móstoles  |      |
| 18540  | Granada - Maestros                       |                              |                                  | Móstoles  |      |
| 12956  | Granada - Jaén                           |                              |                                  | Móstoles  |      |
| 08606  | Av. Portugal - Juan de Ocaña             | N505                         |                                  | Móstoles  |      |
| 19275  | Av. Portugal - Est. Móstoles Central     | N505                         | Móstoles Central                 | Móstoles  |      |
| 08603  | Av. Portugal - Av. Cerro Prieto          | N505                         |                                  | Móstoles  |      |
| 08547  | Av. Portugal - Av. Onu                   |                              |                                  | Móstoles  |      |
| 08436  | Av. Móstoles - Concesionario             |                              |                                  | Alcorcón  |      |
| 08979  | Av. Móstoles - Las Retamas               |                              | Las Retamas                      | Alcorcón  |      |
| 08474  | Av. Móstoles - Est. Alcorcón Central     |                              | Alcorcón Central                 | Alcorcón  |      |
| 08465  | Ctra. A-5 - Bellas Vistas                | N502                         |                                  | Alcorcón  |      |
| 08377  | Ctra. A-5 - Museo del Aire y del Espacio | N502 N503 N504 N505          |                                  | Madrid    |      |
| 08464  | P.º Extremadura - Cuatro Vientos         | N502 N503 N504 N505 N808     | Cuatro Vientos                   | Madrid    |      |
| 893    | Campamento                               | N19 N502 N503 N504 N505 N808 | Campamento                       | Madrid    |      |
| 885    | Surbatán                                 | N19 N502 N503 N504 N505      |                                  | Madrid    |      |
| 8372   | Glorieta San Vicente                     | N502 N503                    | Príncipe Pío                     | Madrid    |      |